# Tršanovci
Tršanovci (cyr. Тршановци) – wieś w Serbii, w okręgu rasińskim, w gminie Brus. W 2011 roku liczyła 577 mieszkańców.